# Opération Wuambushu
L’opération Wuambushu (mot mahorais pris dans le sens de « reprise » (en main),) est une opération policière française en cours à Mayotte depuis le 24 avril 2023, visant à expulser les étrangers en situation irrégulière, à détruire les bidonvilles et à lutter contre la criminalité dans l'archipel.
L'opération est révélée le 22 février 2023 par l'hebdomadaire satirique Le Canard enchaîné et son déclenchement est confirmé par le ministre de l'Intérieur, Gérald Darmanin, le 20 avril 2023 lors d'un entretien avec Le Figaro.
Plusieurs mois après le début de l'opération, celle-ci est décrite par la presse comme ayant échoué à atteindre ses objectifs de réduction des bidonvilles et de l'immigration, et plus encore de faire baisser l'insécurité qui n'a cessé d'augmenter depuis l'opération.

## Contexte

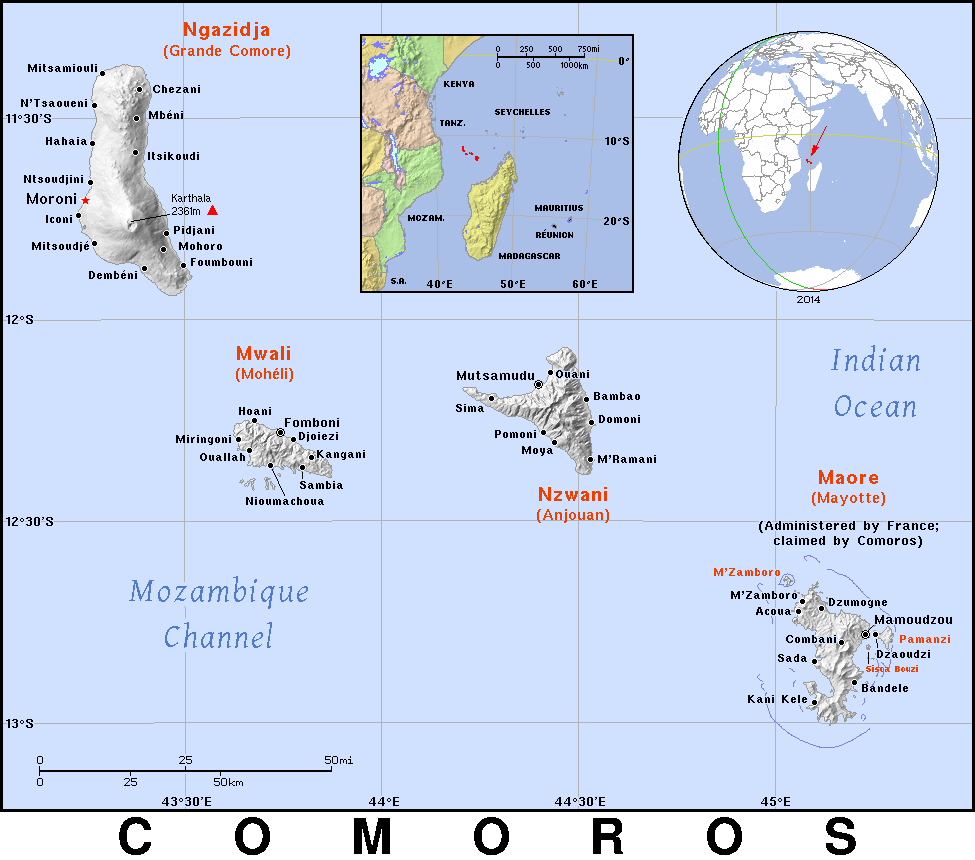
Carte de l'Archipel des Comores, avec Mayotte au sud-est.

### Immigration clandestine à Mayotte
Le secrétariat d'État à l'outre-mer estime en 2007 que sur les 180 000 habitants, un peu moins d'un tiers sont des immigrés clandestins ; en 2022, selon l'INSEE, la population atteint 300 000 habitants dont la moitié sont des étrangers. Depuis 2019, le gouvernement français augmente ses moyens de lutte contre l'immigration clandestine persistante sur l'île, avec notamment la présence continue en mer de bateaux intercepteurs et une surveillance aérienne. En visite en décembre 2022 à Mayotte, le ministre de l'Intérieur, Gérald Darmanin exprime une nouvelle fois sa volonté de renforcer la lutte. Les personnes sans titre de séjour représenteraient 30 % de la population sur l’île.

### Délinquance et criminalité à Mayotte
Mayotte est confronté à « une délinquance hors-norme », comme l'indique l'INSEE en 2021 relevant notamment un taux trois fois plus élevé de vols et de recours à la violence ou aux menaces que dans l'Hexagone. En 2018 ou 2019, 18 % des ménages déclarent avoir été victimes d’un cambriolage ou d’un vol sans effraction, soit quatre fois plus qu’en France métropolitaine. Une personne sur dix déclare avoir subi une violence physique au cours des deux dernières années. En 2021, un adolescent de 14 ans est retrouvé assassiné sur Petite-Terre, un autre adolescent de 15 ans est tué à l’arme blanche par une bande de jeunes. En novembre 2022, un car scolaire piégé dans une embuscade violente fait la une partout en France, notamment en métropole,, suivi quelques semaines plus tard par une visite de Gérald Darmanin en Mayotte, visite au cours de laquelle il promet des « actions spectaculaires ».
Selon CheckNews de Libération, « l’insécurité est depuis des années un sujet de préoccupation majeur à Mayotte ».

### Décasageset expulsion
En 2021, selon la préfecture de Mayotte, plus de 1 600 cases en tôle ont été détruites et près de 24 000 personnes ont été expulsées. En 2022, ces chiffres s'élèvent à près de 500 cases détruites et 25 380 expulsions. Au cours de cette même année 2022, le juge des référés prononce plus de 1000 suspensions d’OQTF avec injonction d’organiser le retour des personnes concernées, principalement pour des parents qui ont à charge des enfants possédant la nationalité française.
En 2023, l'objectif initial est de procéder à 20 000 expulsions en deux mois. Elles sont en partie empêchées par l’Union des Comores qui ferme ses frontières maritimes. Certaines expulsions, exécutées en urgence, avant même que le tribunal administratif ne se soit prononcé sur un recours, sont annulées par le juge des référés.
Le tribunal suspend aussi les expulsions et les démolitions irrégulières dans le bidonville de Talus 2, mais cette décision est annulée le 17 mai en appel.

## Objectifs

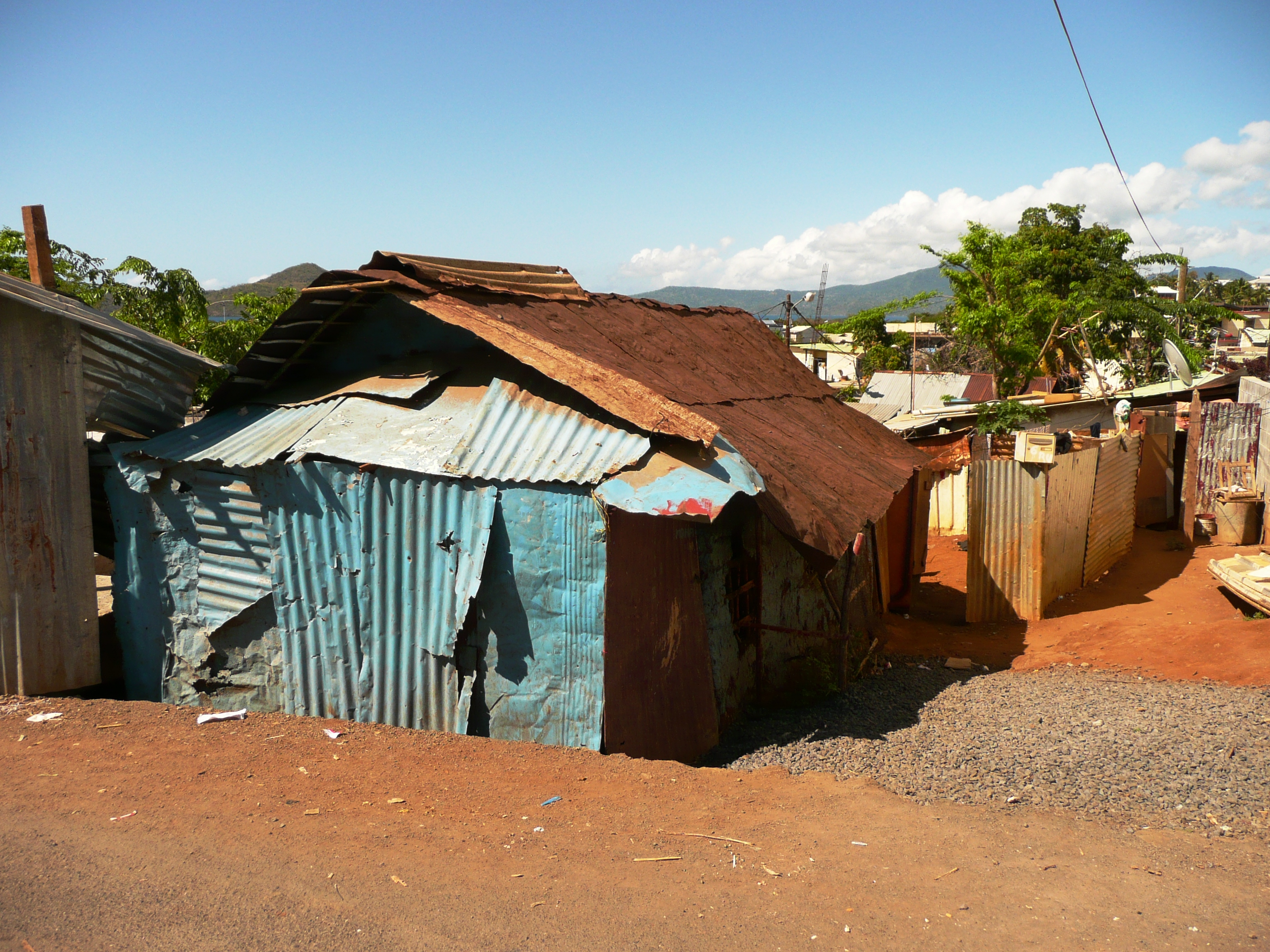
Case en tôle dans un bidonville de Mamoudzou, à Mayotte.

Approuvée en février 2023 par le président de la République Emmanuel Macron et orchestrée par Gérald Darmanin, à la fois ministre de l'Intérieur et des Outre-mer, cette opération de grande envergure a pour objectif de déloger une majorité d'étrangers en situation irrégulière, provenant essentiellement des Comores voisines, et de raser de nombreuses cases en tôle exposées à des risques naturels — opération décrite comme un « décasage de bangas »,.

## Forces engagées
À l'origine, 119 policiers ont été déployés en renfort sur l'île, dont 71 venus de métropole, 3 de La Réunion et 45 membres des CRS. Depuis le 17 avril 2023, 164 membres des CRS sont déjà arrivés sur le territoire. Un total de 1 800 policiers et gendarmes sont mobilisés pour l'opération, un dispositif inédit dans l'histoire de la République selon les propos du ministre de l'Intérieur, Gérald Darmanin,.
La CRS 8 de Bièvres, créée en 2021 et spécialisée dans les violences urbaines, a été déployée sur place. Plusieurs blindés VBRG de la Gendarmerie nationale ont également été transportés.

## Déroulement

### Avril 2023
L'opération débute dans la matinée du 24 avril 2023 par des contrôles d’identité sur différents axes routiers. Des affrontements contre une centaine d'assaillants armés de machettes ont eu lieu dans la commune de Mamoudzou. Certains policiers ont fait usage de leurs armes pour se dégager. Les forces de l'ordre sont aussi appelées dans la journée à lever un barrage routier constitué d'arbres coupés à Tsingoni, située sur la côte ouest de l'île.
L'opération à Mamoudzou dans le village de Tsoundzou 2 aboutit à l'interpellation de douze assaillants et à un bilan de 19 policiers blessés. Une passagère d'un véhicule a été blessée par les assaillants.
Arrivé sur l'île comorienne d'Anjouan, le bateau Maria Galanta, transportant à son bord plusieurs voyageurs et clandestins, a été refoulé par les autorités comoriennes, le commandant du port de Mutsamudu invoquant une fermeture du port « pour travaux ». Le préfet de Mayotte, Thierry Suquet, a indiqué « prendre acte de cette décision » et espérer pouvoir reprendre rapidement les rotations.
Vers 22 heures, à Bouéni, dans le sud de l'île, une dizaine de jeunes cagoulés équipés de machettes et de marteaux attaquent des véhicules de particuliers, blessant une conductrice. Les gendarmes procèdent à l'interpellation de trois assaillants.
Dans la nuit du 24 au 25 avril, la caserne de pompiers de Kawéni, à proximité de Mamoudzou est attaquée par une quinzaine d'individus, provoquant de multiples dégradations. L'intervention des forces de l'ordre aboutit à l'interpellation d'une personne.
Le tribunal judiciaire de Mamoudzou a suspendu l’évacuation d’un bidonville appelé « Talus 2 » et situé à Koungou, à proximité de Mamoudzou, initialement prévue le 25 avril à 6 heures du matin. Dans sa décision, le tribunal constate « l'existence d’une voie de fait », tenant aux conditions d'expulsion jugées « irrégulières » par les personnes s'y opposant, le juge relevant aussi que « la démolition des habitations voisines de celles des requérants les fragilisera, ne sera pas sans effet sur leur stabilité, et aura un impact certain sur leur sûreté ». Le préfet de Mayotte, Thierry Suquet, a indiqué prendre acte de la décision et prévoit d'interjeter appel.
Interrogée le matin même au micro de Franceinfo, la députée LIOT de l'île, Estelle Youssouffa, s'est dite « consternée, mais pas surprise » par cette décision, jugeant qu'« à Mayotte, on a le sentiment d'avoir une justice qui travaille contre nous ». Le ministre de l'Intérieur Gérald Darmanin a pour sa part indiqué que « l'action menée à Mayotte est la restauration de la paix républicaine », qu'il s'agit d'« une action difficile mais extrêmement résolue », confirmant que le préfet ferait bien appel de la décision.
Des affrontements éclatent durant la journée jusque tard dans la nuit, entre les forces de l'ordre et des bandes de jeunes, qui bloquaient l'axe principal de la commune de Koungou, à l'aide de barricades improvisées. Plusieurs scènes de cambriolages, de pillages et de rackets sont rapportées. Un hélicoptère et plusieurs véhicules blindés ont été mobilisés, les gendarmes sont parvenus à l'interpellation d'une personne armée d'une machette. Des affrontements ont aussi lieu à Ouangani dans le village de Kahani, situé à l'ouest de l'île.
Le collectif des femmes leaders reproche au maire de Dembeni de ne pas soutenir l'opération Wuambushu et manifeste devant la mairie, dans laquelle le maire s'est retranché.
Dans la nuit, un homme est interpellé par les policiers alors qu'il tente de saboter une station essence à Mamoudzou.
Sous la pression de différents collectifs, les maires de Dembeni, de Mtsamboro, de Bouéni et de M'Tsangamouji annoncent soutenir l'opération.
Au matin du 26 avril, les gendarmes appuyés par le peloton d'intervention de la garde républicaine interpellent deux assaillants impliqués dans les événements de la veille.
Un tract à l'origine encore floue, circule sur les réseaux sociaux, dans lequel un groupe comorien dénommé Le Patriot, réclame le départ de tous les Français installés aux Comores et menace d'« égorger les résidents français en Union des Comores comme des moutons » en réaction à l'opération Wuambushu .
Le commandant du port de Mutsamudu situé sur l'île comorienne d'Anjouan annonce la réouverture du port. La compagnie maritime SGTM, qui effectue les rotations entre Mayotte et Anjouan, annonce reprendre ses activités le 28 avril.
Dans la soirée du 26 avril, la Défenseure des droits, Claire Hédon, dit être « particulièrement attentive au respect inconditionnel des droits fondamentaux des personnes » dans le cadre de l’opération sécuritaire Wuambushu menée à Mayotte, et annonce l’envoi d’une délégation de juristes sur l’île. Elle rappelle par ailleurs que « la nécessité de garantir l’ordre public et la sécurité ne peut, en aucun cas, autoriser des atteintes aux droits et libertés fondamentales des personnes ».
Par ailleurs, l'Assemblée de l'union des Comores adopte une résolution condamnant l'opération Wuambushu à l'unanimité.
Vers 22h30, des affrontements opposent les forces de l'ordre et des bandes, plusieurs bâtiments et véhicules sont brûlés à Mamoudzou dans le quartier de Doujani. Les gendarmes parviennent à interpeller deux individus. Un policier est pris à partie, et fait usage de son arme, blessant deux assaillants.

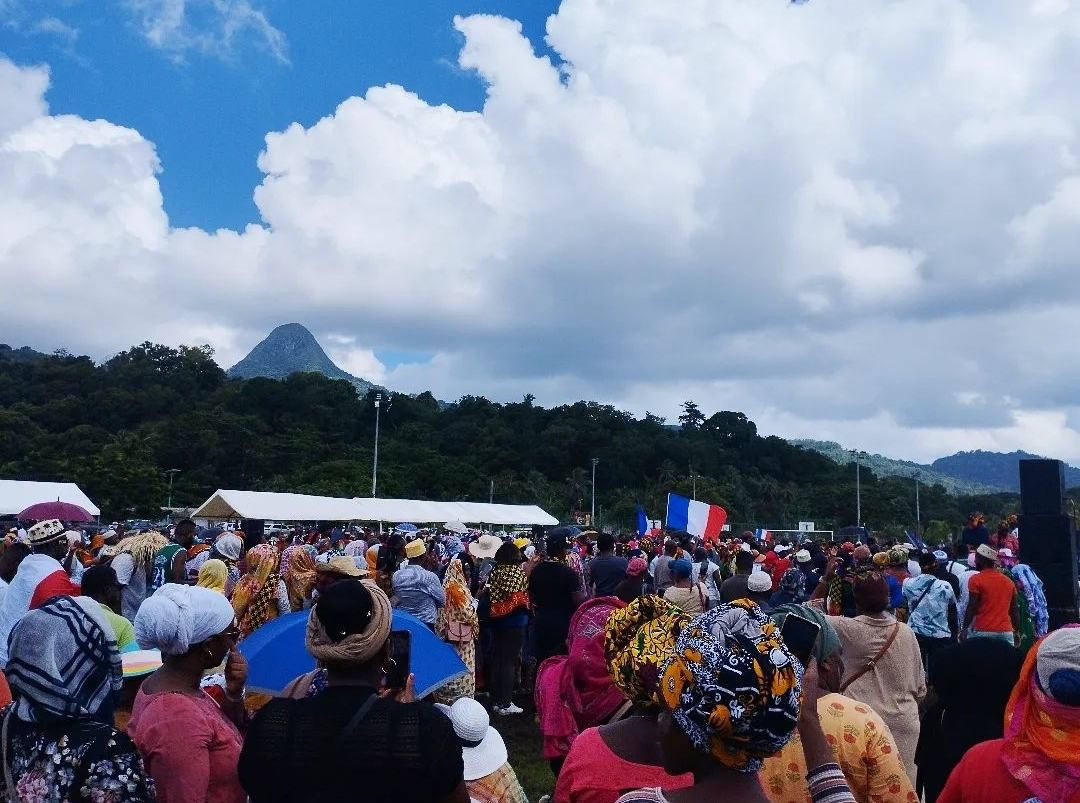
Manifestation de soutien à l'opération Wuambushu à Chirongui le 27 avril 2023-.

Le calme est revenu à Doujani dans la matinée après près de dix heures d'affrontements. Neuf policiers sont blessés.
Dans la matinée, le préfet de Mayotte, Thierry Suquet, se rend dans le village de Longoni, où la destruction d'un « petit bidonville » a eu lieu, pour y permettre la construction d'un lycée.
À l'appel du collectif des femmes leaders, une large manifestation avec près de 1 000 participants a lieu à Chirongui, en soutien à l'opération Wuambushu.
Le directeur du port comorien d'Anjouan, annonce que « ne débarqueront demain que des passagers qui seront pourvus de leur carte d’identité nationale ». Alors même que de nombreux clandestins comoriens à Mayotte se débarrassent volontairement de leur carte d'identité, pour éviter l'expulsion ou se faire passer pour mineur.
Les élus de Mayotte demandent au gouvernement la mise en place de l'état d'urgence à Mayotte face à une situation jugée « insoutenable »
Des affrontements ont lieu entre les forces de l'ordre et une bande qui agresse les automobilistes et déclenche des incendies dans la commune de Bandrélé. Au moins deux civils sont blessés. Ces affrontements interviennent alors même que le maire de Bandrélé venait d'annoncer son soutien à l'opération Wuambushu. Dans la matinée, la gendarmerie interpelle trois personnes soupçonnées d'avoir participé à des violences en début de semaine à Bandrélé, dans le village Hamouro.
La police interpelle un individu soupçonné d'être un des leaders des assaillants lors des affrontements du 24 avril 2023 à Mamoudzou.

### Mai 2023
Dans la commune de Koungou, quatre gendarmes sont blessés alors qu'ils sont pris à partie par plusieurs dizaines de délinquants, certains déguisés en femmes, armés de machettes et de pierres. La gendarmerie mobilise 70 hommes, deux véhicules blindés et un hélicoptère pour sécuriser la zone.
Le mardi 8 mai, au lendemain de la rentrée scolaire à Mayotte, plusieurs faits de caillassages scolaires se déroulent : d'abord à Dembeni, puis à Chiconi où un agent est blessé.
Le 11 mai, depuis plusieurs jours, plusieurs collectifs mahorais bloquent l'accès de différents centres de soin, où une large population clandestine vient se faire soigner.
Le 12 mai, l'hôpital périphérique de Dzoumogné est attaqué par une quinzaine d'individus vêtus de blouses blanches, armés de machettes et de barres de fer, pour en découdre avec les collectifs bloquant l'accès aux soins depuis plusieurs jours. Au moins deux membres de collectifs ont été blessés.
Le 21 mai, des affrontements éclatent entre deux bandes dans la commune de Tsingoni, un jeune reçoit un coup de couteau à la gorge et son poumon est perforé.
Le 22 mai, l'opération Wuambushu est relancée un mois après avoir été suspendue par le tribunal judiciaire de Mamoudzou. Les autorités françaises procèdent à la démolition du vaste bidonville Talus 2. Madi Abdallah Abdou, un ouvrier de l'entreprise chargée de la destruction du quartier où se trouve sa propre maison, fait un malaise et est transporté à l'hôpital.
Le 23 mai, à la suite de l'annonce par Jean-François Carenco (ministre délégué aux outre-mer) que « l’opération Wuambushu pourrait prendre fin d’ici à deux ou trois mois avec un retour en métropole des policiers et des gendarmes dépêchés », plusieurs élus mahorais font état dans une tribune au Monde de leur inquiétude face à cet « aveu d’impuissance et un abandon impardonnable de Mayotte », ajoutant « Nous ne pouvons accepter cette issue honteuse, ce gâchis ».
Le 24 mai, Madi Abdallah Abdou meurt à l'hôpital.

### Juin 2023
Le 9 juin, la justice administrative à Mayotte a rejeté le recours déposé par une famille du quartier Barakani à Koungou qui s'opposait à l'évacuation et la destruction du bidonville où elle vit.
Présent sur l'île, le ministre de l'intérieur annonce le 25 juin la prolongation de l'opération.

## Bilan
Le 11 septembre 2023, Gérald Darmanin annonce la destruction de 400 logements des bidonvilles (sur un objectif initial de 1000), « 1 327 interpellations, dont la quasi-totalité des chefs de gang qui avaient été identifiés (55 sur 59) » et un recul des violences sur les personnes de 10 %. Selon les journalistes, l'opération Wuambushu a échoué à atteindre ses objectifs de réduction des bidonvilles et de l'immigration,,,. Pour Le Figaro, l’opération est un « échec cuisant ».

## Réactions

### Soutien
Plusieurs collectifs mahorais apportent leur soutien à l'opération Wuambushu notamment Le Collectif des citoyens de Mayotte loi 1901, le Collectif des citoyens de Mayotte mouvement 2018, le Collectif Réma, les Femmes Leaders et le Codim. Ces derniers écrivent au ministre de l’Intérieur et demandent la poursuite de l’opération.
Sur le plan politique, l'opération est soutenue par les deux députés de Mayotte Estelle Youssouffa (LIOT) et Mansour Kamardine (LR).
Le Rassemblement national dénonce un « coup de communication aux services des intérêts de Gérald Darmanin » mais apporte son soutien à l'opération notamment par la voix d'André Rougé sur Mayotte La Première.
Le 24 avril 2023, sur le plateau de Mayotte La Première, le vice-président du conseil départemental de Mayotte, Salime Mdéré, crée la polémique en déclarant vis-à-vis des délinquants clandestins présents sur l'île « qu'il faut peut-être en tuer », les qualifiant de « terroristes ». Plusieurs personnalités politiques ainsi que la Ligue des droits de l'Homme annoncent leur volonté de porter plainte contre lui pour ses propos.
Madi Madi Souf, maire de Pamandzi et président de l'Association des maires de Mayotte, déclare apporter « son soutien le plus total à l'opération de reconquête de notre territoire ».
Le 29 avril 2023 à Mayotte, un millier de personnes manifestent à Mamoudzou pour soutenir l'opération, à l'appel de collectifs de citoyens mahorais, il s'agit de la deuxième manifestation de ce genre en une semaine.

### Avis partagé
Mikidadi Abdullah, porte-parole de La France Insoumise à Mayotte, se démarque de la position du groupe parlementaire LFI-NUPES, fermement opposé à l’opération. Sur Mayotte La Première, le Mahorais déclare ne pas pouvoir « être pour ou contre » et s'interroge sur la politique aux frontières en cohérence avec l'opération : « est-ce qu’on va fermer les frontières ? Si les Kwassas reviennent, où est l’intérêt de Wuambushu ? ».

### Opposition

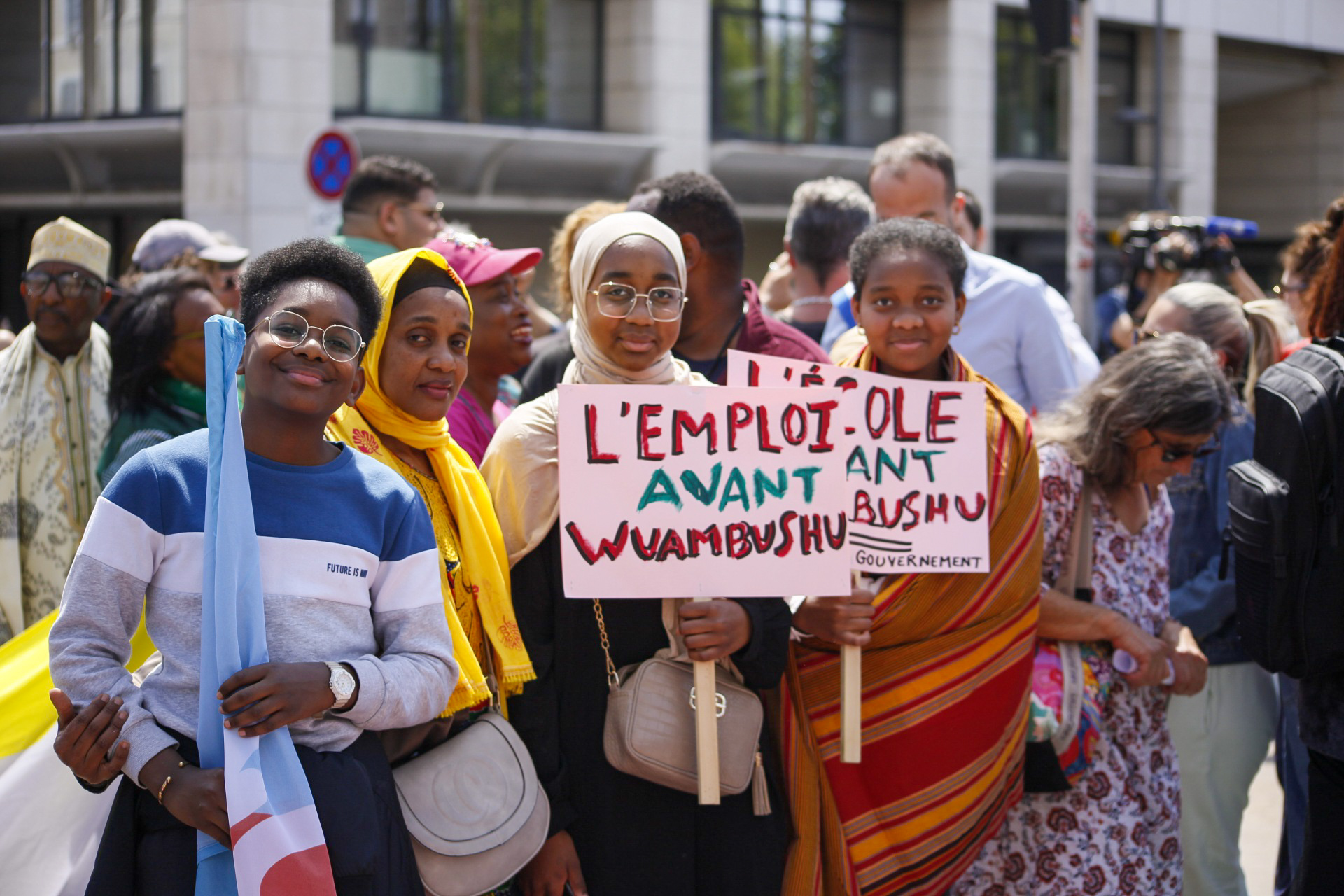
Manifestation contre l'opération Wuambushu à Marseille en avril 2023.

Dans une tribune, 170 professionnels de santé de l’île de Mayotte allèguent « les conséquences dramatiques » des précédentes interventions de grande ampleur en matière de lutte contre l’immigration, évoquant notamment la « génération de situations à risque infectieux épidémique », la « limitation de l’accès aux soins » ou encore des « retards de prise en charge » pour certaines pathologies qu’elles auraient entraînées.
Le 5 avril, des organisations de la société civile comorienne tiennent une conférence de presse pour prévenir d’un « massacre à venir ».
Le président de la Commission nationale consultative des droits de l’homme (CNCDH), Jean-Marie Burguburu, écrit à Gérald Darmanin, l’exhortant à « renoncer » à ce projet, considérant le risque d’« aggravation des fractures et des tensions sociales dans un contexte déjà très fragilisé […] et l’atteinte au respect des droits fondamentaux des personnes étrangères dans le cadre d’expulsions massives ».
La vice-présidente de la Ligue des droits de l'Homme, Marie-Christine Vergiat, déclare : « C’est une situation aberrante et, là aussi, on veut régler la situation de misère sociale par la répression et en désignant les étrangers en boucs émissaires. C’est parfait pour expliquer le non-investissement de la métropole dans ce territoire oublié de la République ». L'UNICEF s’inquiète « de l'impact que cette opération d'envergure risque d'avoir sur la réalisation des droits des enfants les plus vulnérables présents sur le territoire, notamment des mineurs étrangers et des mineurs en conflit avec la loi ».
Le groupe parlementaire LFI-NUPES s'oppose à l'opération Wuambushu, et indique dans un communiqué que : « s’attaquer aux migrants, aux précaires et aux vulnérables comme le fait le gouvernement est inhumain, cruel et le signe d’une grande faiblesse politique. ». Le groupe accuse le gouvernement de « coller aux thèmes de la droite et de l'extrême-droite. ».
Le président des Comores, Azali Assoumani, demande au gouvernement français de renoncer à l'opération.

## Wuambushu 2
Le 16 avril 2024, la ministre des outre-mer Marie Guevenoux annonce le début d'une opération « Wuambushu 2 », avec pour objectif encore une fois de « lutter contre l’habitat insalubre, l’immigration clandestine et trouver des chefs de bande », avec cette fois-ci un objectif d'arrestation de « 60 chefs de bande qui ont été ciblés » et de destruction de « 1 300 bangas, soit deux fois plus que l’année dernière ».